# Torymus diabolus
Torymus diabolus är en stekelart som beskrevs av Moser 1965. Torymus diabolus ingår i släktet Torymus och familjen gallglanssteklar. Inga underarter finns listade i Catalogue of Life.